# シアルガオ島
シアルガオ島(シアルガオとう、英語: Siargao)はフィリピンのミンダナオ島の北東部に存在する島。シャルガオ島とも呼ばれる。マニラの南西800kmほどの位置にあり、北スリガオ州に属している。
面積はおおよそ437km2であり、東岸は比較的深い入り江となっておりピラー港が存在する。海岸線は連なった珊瑚礁に囲まれており、小さな岬と白い砂浜がある。近隣の島や小島も良く似た地形をしている。

## 地理
デルカルメンにはミンダナオ島周辺で最大のマングローブ林を持ち、2024年にラムサール条約登録地となった。一帯には長く伸びた湿地帯があり、245種の動物、特に固有種のアカノドカルガモ、Buceros mindanensis（アカサイチョウの近縁種）および3種類の絶滅危惧種のカメが生息している。また、湿地には商業的な海藻普及の可能性も示されている。シアルガオ島内は太平洋からの途切れのない風から電力を得ており、スリガオ海峡を越えてミンダナオから来ている電流で補強されている。
シアルガオ島は北緯9度52分東経126度ほどの位置に存在し、ブルゴス、ダパ、デル・カルメン、ジェネラル・ルナ、サン・ベニート、ピラル、サン・イシドロ、サンタ・モニカ、ソコロの9自治体からなる
島は珊瑚礁に囲まれており、周辺にはココヤシなどの生えるいくつかの小島も存在する。珊瑚礁の発達した東部には200mほどの広さの白い砂浜が広がっている。シアルガオの潮位曲線は典型的な昼潮で、特に島の東岸で見られる。
島の太平洋岸はフィリピン海溝の端に位置しており、非常に深い海域によって常に海のうねりが生み出されており、これは珊瑚礁や岩礁に遭遇しても弱められていない。このため、シアルガオ島はサーフィンの好適地となっており、特に沖合いで卓越風が吹く南西季節風ハバガット(habagat)の時期である8月から11月に顕著である。
かつてはシアルガオ島への往来はマニラから飛行機でスリガオに向かい、そこから小船などで島に向かっていたが、現在ではセブパシフィック航空によってセブ島経由でシアルガオ島に直通する路線が存在する。

## 歴史
ヨーロッパ人による最初の発見記録は1543年にサランガニ州からヌエバ・エスパーニャに戻ろうとしたときのキャラック船サン・ファン・デ・レトラン(San Juan de Letrán)のスペイン人航海士ベルナルド・デ・ラ・トーレによるものである。この仲ではイスラ・デ・ラス・パルマス（Isla de las Palmas、ヤシの島）と記されている。

## Cloud 9
シアルガオ島で最もよく知られたサーフィンの波の一つは、中空の巻き波「Cloud9」で、波の厚さで世界的に定評がある。シアルガオ島では右に旋回する巻き波で、サーフィンの一大名所となっており、北スリガオ州が後援者となって国内外を含めたサーフィン大会のシアルガオ杯の開催地になっている。
この波は1980年代後半に旅行中のサーファーによって発見され、フィリピンのユニバーサル・ロビナ社の同名のチョコレートバーからCloud9に因んで名付けられ、1993年3月にアメリカ合衆国のサーファー誌でJohn S. Callahanによって紹介された。Cloud9は多くの安価な宿泊施設、食堂、酒場などが選択可能で、サーファーにとって比較的安価であることも評判である。
シアルガオ含め近郊の島々にはその他にも早い波が存在するものの、Cloud9は他のフィリピンのサーフィン適地の中でもより広く知られている。ボート無しでも容易に近づくことの出来る唯一の波であり、これはサーファーの過密の一因となっており、サーファーの間では"Crowd 9"ともあだ名されている。外国人や現地住民が保有する宿泊施設や観光者用施設は雑誌の宣伝や毎年9月のシアルガオ杯大会で訪れる観光客の流入で利益を得ている。
シアルガオは「フィリピンのサーフィンの首都」として知られ、フィリピン内外のサーファーからの評価が高い。
Eddie Floranoは2006年のアルバムUkulele World: Acoustic & Power Ukuleleに「サーフィン・イン・シアルガオ」("Surfin' in Siargao")と呼ばれる歌をつづっている。

## 学業
デル・カーメン近郊にスリガオ州立技術大学のキャンパスとしてシアルガオ国立科学技術大学が存在する。また、ダパ近郊にはシアルガオ工科大学が存在する。

## 註
1. ↑  “Islands by Land Area”. Island Directory Tables.   United Nations Environment Programme. 2013年3月4日閲覧。
2. ↑  “Total Population by Province, City, Municipality and Barangay: as of May 1, 2010”. 2010 Census of Population and Housing.   National Statistics Office. 2013年11月27日閲覧。
3. 1 2  “Del Carmen Mangrove Reserve (DCMR) in Siargao Island Protected Landscape and Seascape (SIPLAS) | Ramsar Sites Information Service”. rsis.ramsar.org (2024年11月22日). 2024年12月29日閲覧。
4. ↑  Brand, Donald D. The Pacific Basin: A History of its Geographical Explorations New York: The American Geographical Society (New York, 1967) p.123,131.
5. ↑  Crowdは群集を意味する
6. ↑  “スリガオ州立技術大学、シアルガオ国立科学技術大学”. 2013年7月11日閲覧。
7. ↑  “シアルガオ島技術研究所”. 2013年7月11日閲覧。